# Google Doodle
Google Doodle – specjalna, tymczasowa zmiana logo na stronie głównej Google, przeznaczona dla uczczenia świąt, wydarzeń, osiągnięć i ludzi.
Początkowo Doodle były prostymi modyfikacjami polegającymi na dodaniu do logotypu elementów graficznych, później coraz bardziej je zakrywały aż do pojawienia się form, w których trudno znaleźć ślady oryginalnego znaku Google. Ewoluowały one też od prostych znaków graficznych poprzez animacje do form interaktywnych, angażujących działanie użytkownika. Działanie to jest fenomenem, ponieważ korporacje zazwyczaj dbają o niezmienność logotypu marki, co ma służyć ich zapamiętywaniu przez klientów.
W przypadku polskiego internetu obchodzone są zazwyczaj święta świeckie, a w przypadku religijnych, takich jak Boże Narodzenie, forma logo przybiera kształt odwołujący się do popularności tego święta, a nie wydarzenia religijnego. Zmiana logo występuje podczas corocznych świąt: Sylwester i Nowy Rok, świąt związanych z rodziną i osobami bliskimi: Walentynki, Dzień Dziecka, Dzień Matki, Dzień Ojca, Dzień Babci, Dzień Dziadka, bądź wydarzeń związanych z rokiem szkolnym i jego zakończeniem: pierwszy dzień lata, pierwszy dzień szkoły, Dzień Nauczyciela, oraz patriotycznych: Narodowe Święto Niepodległości. Pierwszy raz w polskiej wersji wyszukiwarki Doodle pojawiło się z okazji tłustego czwartku w roku 2007.